# 長岡哲次
長岡 哲次（ながおか てつじ、1947年7月26日 - 2011年2月6日）は、日本の元裁判官。東京高等裁判所部総括判事（第12刑事部）で依願退官。主に刑事裁判を担当。岡山大学卒業。岡山県出身。

## 経歴
- 1971年 - 司法修習生
- 1973年 - 千葉地方裁判所判事補
- 1976年 - 最高裁判所家庭局付
- 1978年 - 最高裁判所広報課付
- 1980年 - 東京地方裁判所判事補
- 1981年 - 鹿児島地方・家庭裁判所名瀬支部判事補
- 1982年 - 東京地方裁判所判事補
- 1983年 - 東京地方裁判所判事
- 1986年 - 広島地方・家庭裁判所判事
- 1990年 - 東京地方裁判所判事
- 1993年 - 大阪高等裁判所判事
- 1995年 - 大阪地方裁判所部総括判事
- 1997年 - 東京高等裁判所判事
- 1999年 - 東京地方裁判所部総括判事（刑事13部）
- 2002年 - 東京家庭裁判所部総括判事
- 2004年 - 岡山家庭裁判所所長
- 2005年 - 岡山地方裁判所所長
- 2007年 - 東京高等裁判所部総括判事（第12刑事部）
- 2010年 - 依願退官
- 2011年2月6日、すい臓がんのため死去。63歳没[1]。従三位に叙せられ、瑞宝重光章を授けられた。

## 主な担当訴訟
- 慈恵医大附属青戸病院の手術ミス事件（控訴審裁判長、2007年判決）
- 三田高校爆弾事件（一審裁判長）
- ライブドア事件（控訴審裁判長、2008年判決）